# 스테판 손
스테판 손(Stephen Sohn, 한국식 이름:손승현, 1986년 6월 5일 ~ )은 태국에서 주로 활동한 한국계 미국인 모델로, 현재는 모델 활동을 접고 마케팅 분석가로 활동하고 있다.

## 생애
샌프란시스코 출신으로, 캘리포니아에서 어린시절의 대부분을 보냈다. 그는 펜실베니아에 있는 힐 학교에서 수석을 하였고, 듀크 대학에서 경제 수학 학위를 취득했다.

## 경력
손의 모델 활동은 대부분 태국에서 이루어졌다. 손은 2009년에 태국 최고의 패션 잡지인 Lips and Volume에서 모델활동을 시작하였다. 2009년 5월에 손은 시암 스퀘어에서 패션 캣워크에 참가하였고, 같은 해에 타이 방콕에서 ELLE Fashion Week에 참가하였다.
그는 후에 소셜 미디어에서 주목을 받았고, 아시아에 걸쳐서 설문조사에 상장되었다. 그는 후에 돌연 은퇴하여, 미네소타에서 미니애폴리스에서 가격 전략 분석가가 되었고, 소셜미디어와 Men's Health Thailand의 지원에도 불구하고 모델활동을 하지 않았다.

## 같이 보기
- 하르한 애리